# HD29992
HD29992 — хімічно пекулярна зоря спектрального класу F3, що має видиму зоряну величину в смузі V приблизно  5,0.
Вона  розташована на відстані близько 90,2 світлових років від Сонця.